# Hamlet a la pantalla
Des del 1900 s'han produït més de cinquanta pel·lícules de Hamlet, l'obra de William Shakespeare. La versió de Laurence Olivier del 1948; la versió de Grigori Kozintsev de 1964, procedent d'una adaptació russa, la pel·lícula de John Gielgud, dirigida l'any 1964 per una producció de Broadway, l'adaptació de Richard Burton de Hamlet, representada diferents cops en el mateix any; la de Tony Richardson de l'any 1969, que va ser la primera versió en color amb actors com Nicol Williamson en el paper de Hamlet i Anthony Hopkins com a Claudius; Franco Zeffirelli amb la versió del film el 1990, protagonitzada per l'anti-heroi Mel Gibson; Kenneth Branagh amb la recreació i l'adaptació de tot el text original amb la versió de 1996; i Michael Almereyda amb la versió modernitzada de Hamlet l'any 2000, protagonitzada per Ethan Hawke.
Per la llargada de l'obra, moltes adaptacions s'han vist retallades. Excepcionalment, la versió de Kenneth Branagh ha estat portada en escena amb tot el text original.

## Aproximacions

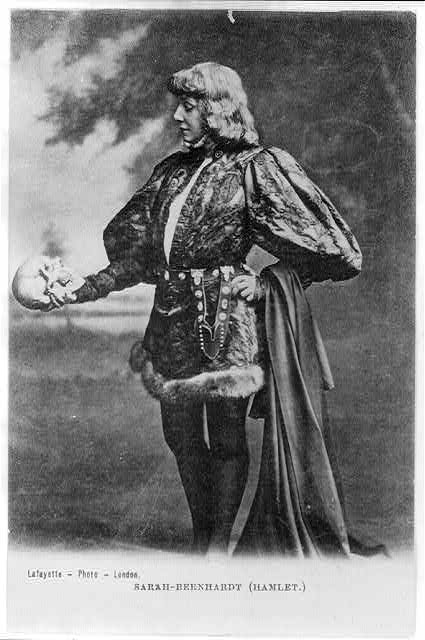
Sarah Bernhardt: la primera actriu a representar Hamlet.

La representació del text original de l'obra de Hamlet pot arribar a durar quatre hores i la majoria d'adaptacions han estat tallades, fins al punt que a vegades s'han eliminat personatges sencers. Fortinbras pot ser elidit sense la menor dificultat textual, i d'aquí se'n deriva la decisió més important pel director de Hamlet, a l'escenari o a la pantalla, ja que dubta sobre si s'ha d'incloure o suprimir. Suprimir Fortinbras provoca l'eliminació de les dimensions polítiques de l'obra, i conseqüentment, resulta una posada en escena més personal que en què s'ha inclòs el personatge. Fortinbras no apareix en les versions d'Olivier i Zeffirelli, mentre que en les adaptacions de Kozintsev i Branagh obté un gran pes.
Una altra decisió significativa pel director és si desenvolupar o no els sentiments incestuosos que els crítics freudians creuen que Hamlet amaga per la seva mare. Olivier i Zeffirelli accentuen aquesta interpretació de l'argument (especialment a través de decisions en l'elecció dels personatges), mentre que Kozintsev i Branagh eviten mostrar la interpretació.
Harry Keyishan ha suggerit que els directors de “Hamlet” a la pantalla invariablement poden ser emplaçats dins d'un gènere cinematogràfic: La versió de Laurence Olivier, ell constata, que és una pel·lícula negra; la de Zeffirelli és una pel·lícula d'acció o d'aventures i la de Branagh pertany al gènere èpic. Keyishan afegeix que les pel·lícules de “Hamlet”, per exemple, poden ser vistes pel cos de la direcció del seu enfocament.

## Llista d'actuacions en pantalla
Era muda
| Títol                                       | Format País Any      | Director                  | Hamlet                    | Altres personatges           |
| ------------------------------------------- | -------------------- | ------------------------- | ------------------------- | ---------------------------- |
| Le Duel d'Hamlet                            | Muda França 1900     | Clément Maurice           | Sarah Bernhardt           | Pierre Magnier com a Laertes |
| Hamlet                                      | Muda França 1907     | George Méliès             |                           |                              |
| Hamlet                                      | Muda Itàlia 1908     | Luca Comerio              |                           |                              |
| Hamlet (Muda, Regne Unit, 1910)             | Muda Regne Unit 1910 | William George Barker     |                           |                              |
| Hamlet                                      | Muda Dinamarca 1910  | August Blom               |                           |                              |
| Amleto                                      | Muda Itàlia 1910     | Mario Caserini            | Amleto Novelli            |                              |
| Hamlet                                      | Muda Regne Unit 1913 | E. Hay Plumb              | Johnston Forbes-Robertson |                              |
| Hamlet                                      | Muda Itàlia 1917     | Eleuterio Rodolfi         |                           |                              |
| Hamlet (aka Hamlet, The Drama of Vengeance) | Muda Alemanya 1920   | Svend Gade i Heinz Schall | Asta Nielsen              |                              |

Pel·lícules sonores
| Títol | Format País Any                | Director                    | Hamlet                  | Altres personatges |
| --- | ------------------------------ | --------------------------- | ----------------------- | --- |
| Khoon ka Khoon | Llarg-metratge Índia 1935      | Sohrab Modi                 | Sohrab Modi             | Naseem Banu com a Ophelia |
| 'Hamlet' | Llarg-metratge Regne Unit 1948 | Laurence Olivier            | Laurence Olivier        | Jean Simmons com a Ophelia Eileen Herlie com a Gertrude Basil Sydney com a Claudius Felix Aylmer com a Polonius                                                                                             |
| Hallmark Hall of Fame: Hamlet (actuació en directe per TV, preservada en kinescope)                                                              | TV EUA 1953                    | Albert McCleery             | Maurice Evans           | Joseph Schildkraut com a Claudius Ruth Chatterton com a Gertrude Sarah Churchill com a Ophelia Barry Jones com a Polonius                                                                                   |
| Hamlet, Prinz von Dänemark | Llarg-metratge RFA 1961        | Franz Peter Wirth           | Maximilian Schell       | |
| Hamlet at Elsinore | TV Dinamarca/Regne Unit 1963   | Philip Saville              | Christopher Plummer     | Robert Shaw com a Claudius Michael Caine com a Horatio |
| 'Hamlet' (aka Gamlet) | Llarg-metratge Rússia 1964     | Grigori Kozintsev           | Innokenti Smoktunovsky  | Anastasiya Vertinskaya com a Ophelia |
| Hamlet (obra de Broadway filmada) | ELECTRONOVISION EUA 1964       | John Gielgud                | Richard Burton          | Hume Cronyn com a Polonius Eileen Herlie com a Gertrude (repetint el seu paper de la pel·lícula d'Olivier) Alfred Drake com a Claudius John Cullum com a Laertes                                            |
| 'Hamlet' (UK, 1969) | Llarg-metratge Regne Unit 1969 | Tony Richardson             | Nicol Williamson        | Marianne Faithfull com a Ophelia Anthony Hopkins com a Claudius Judy Parfitt com a Gertrude Mark Dignam com a Polonius Gordon Jackson com a Horatio.                                                        |
| Hallmark Hall of Fame: Hamlet (feta en videocasette)                                                                                             | TV Regne Unit/EUA 1970         | Peter Wood                  | Richard Chamberlain     | Michael Redgrave com a Polonius John Gielgud com a the Ghost (repetint el seu paper de la pel·lícula de Burton) Margaret Leighton com a Gertrude Richard Johnson com a Claudius Ciaran Madden com a Ophelia |
| 'Hamlet' | Regne Unit 1976                | Celestino Coronado          | Anthony i David Meyer   | Helen Mirren com a Gertrude and Ophelia |
| BBC Television Shakespeare: Hamlet (feta en videocasette) Emesa als EUA com a part de la sèrie "Complete Dramatic Works of William Shakespeare". | TV UK 1980                     | Rodney Bennett              | Derek Jacobi            | Claire Bloom com a Gertrude Patrick Stewart com a Claudius Lalla Ward com a Ophelia Eric Porter com a Polonius                                                                                              |
| 'Hamlet' | Llarg-metratge EUA 1990        | Franco Zeffirelli           | Mel Gibson com a Hamlet | Helena Bonham Carter com a Ophelia Glenn Close com a Gertrude Ian Holm com a Polonius Alan Bates com a Claudius                                                                                             |
| New York Shakespeare Festival: Hamlet (feta en videocasette)                                                                                     | TV EUA 1990                    | Kirk Browning i Kevin Kline | Kevin Kline             | Diane Venora com a Ophelia Dana Ivey com a Gertrude |
| The Animated Shakespeare: Hamlet | TV Rússia/Regne Unit 1992      | Natalia Orlova              | Nicholas Farrell (veu)  | |
| 'Hamlet' | Llarg-metratge Regne Unit 1996 | Kenneth Branagh             | Kenneth Branagh         | Kate Winslet com a Ophelia Derek Jacobi com a Claudius Julie Christie com a Gertrude Richard Briers com a Polonius                                                                                          |
| Hamlet | TV EUA 2000                    | Campbell Scott              | Campbell Scott          | Blair Brown com a Gertrude Roscoe Lee Browne com a Polonius Lisa Gay Hamilton com a Ophelia Jamey Sheridan com a Claudius                                                                                   |
| 'Hamlet' | Llarg-metratge EUA 2000        | Michael Almereyda           | Ethan Hawke             | Julia Stiles com a Ophelia Kyle MacLachlan com a Claudius Diane Venora com a Gertrude Liev Schreiber com a Laertes Bill Murray com a Polonius                                                               |
| Hamlet | Video Regne Unit 2003          | Mike Mundell                | William Houston         | Christopher Timothy com a Gravedigger |
| The Tragedy of Hamlet Prince of Denmark | Austràlia 2007                 | Oscar Redding               |                         | |
| Hamlet | TV Regne Unit 2009             | Gregory Doran               | David Tennant           | Penny Downie com a Gertrude Oliver Ford Davies com a Polonius Mariah Gale com a Ophelia Patrick Stewart com a Claudius                                                                                      |

## Llista d'adaptacions a la pantalla
Aquesta llista inclou les adaptacions de la història de Hamlet i les pel·lícules on els personatges estan relacionats amb l'obra, perquè l'estudien o la interpreten.
- Oh'Phelia (UK, 1919) burlesque animat de Hamlet story.[28]

Anson Dyer director
- To Be or Not To Be (USA, 1942) és la història d'una companyia d'actors l'any 1939 a Polònia.

Ernst Lubitsch director
Jack Benny com Joseph Tura
Carole Lombard com Maria Tura
- The Bad Sleep Well (aka Warui yatsu hodo yoku nemuru) (Japó, 1960) és una adaptació de la història de Hamlet ambientada al Japó.

Akira Kurosawa director
Toshirô Mifune com a Koichi Nishi
- Acting Hamlet in the Village of Mrdusa Donja (Yugoslavia, 1974) Va entrar a la 24a Berlin International Film Festival.

Krsto Papić director
Rade Šerbedžija com a Joco / Hamlet
- İntikam Meleği – Kadın Hamlet (Turkey, 1976)[29]

Metin Erksan, director
Fatma Girik com a Hamlet femení
- Hamlet Goes Business (Hamlet liikemaailmassa) (Finlàndia, 1981).

Aki Kaurismäki director
Pirkka-Pekka Petelius com a Hamlet
- To Be or Not To Be (USA, 1983) és una reedició de la pel·lícula de Ernst Lubitsch-[30]

Mel Brooks director i com a Frederick Bronski
Anne Bancroft com a Anna Bronski
- Strange Brew (Canadà, 1983), una comèdia. Alguna cosa està en mal estat a Fàbrica de Cerveses d'Elsinore.

Dave Thomas co-director i com a Doug McKenzie
Rick Moranis co-director i com a Bob McKenzie
- Rosencrantz & Guildenstern Are Dead (USA, 1990) pel·lícula basada en la posada en escena de Tom Stoppard.

Tom Stoppard director
Gary Oldman com a Rozencrantz (o Guildenstern)
Tim Roth com a Guildenstern (o Rozencrantz)
Richard Dreyfuss com a Rei Juganer
- Renaissance Man (USA, 1994) és la història d'un executiu de publicitat sense feina que ensenya "Hamlet a un grup de soldats que no desenvolupen el seu potencial.

Penny Marshall director
Danny DeVito com a Bill
- The Lion King (EUA, 1994) L'adaptació animada de Hamlet de la mà de la companyia Disney.

Roger Allers i Rob Minkoff directors
Matthew Broderick amb la veu de Simba (personatge de Hamlet)
James Earl Jones amb la veu de Mufasa (personatge del vell Hamlet)
Jeremy Irons amb la veu de Scar (personatge de Claudius)
- In The Bleak Midwinter (aka “A Midwinter's Tale”) (UK, 1996) relata la història d'un grup d'actors que representen "Hamlet".

Kenneth Branagh director
Michael Maloney com a Joe (Hamlet)
Julia Sawalha com a Nina (Ophelia)
- Let the Devil Wear Black (USA, 1999)[31]

Stacy Title director
Jonathan Penner com a Jack Lyne (Hamlet)
Jamey Sheridan com a Carl Lyne (Claudius)
Mary-Louise Parker com a Julia Hirsch (Ophelia)